# Grande Prêmio de Luxemburgo
O Grande Prêmio de Luxemburgo foi um evento automobilístico da Fórmula 1 realizado em 1997 e 1998. Foi realizado no circuito alemão de Nürburgring
Pelas regras da FIA, não podem ser realizados dois GPs no mesmo país, e, como já era disputado o GP da Alemanha em Hockenheim, o GP foi denominado de GP de Luxemburgo.
A partir de 1999, Nürburgring voltou a receber novamente o GP da Europa.

## Donington Park contra Nürburgring
Quando o a Fórmula 1 saiu de Donington Park, muitas corridas foram disputadas em Nürburgring. A família que cuidava de Donington Park não gostou disso e por isso fez a FIA tirar da Fórmula 1. Por isso não ocorrem mais muitas corridas em Nürburgring.

## Vencedores
O fundo rosa indica que a prova não fez parte do Campeonato Mundial de F1
| Ano                                                            | Piloto             | Chassi/Motor     | Local       | Resumo   |
| -------------------------------------------------------------- | ------------------ | ---------------- | ----------- | -------- |
| 1949                                                           | Luigi Villoresi    | Ferrari          | Findel      | Detalhes |
| 1950                                                           | Alberto Ascari     | Ferrari          | Findel      | Detalhes |
| 1951                                                           | Alan Brown         | Cooper-Norton    | Findel      | Detalhes |
| 1952                                                           | Les Leston         | Cooper           | Findel      | Detalhes |
| Não realizado entre 1953 e 1996                                |                    |                  |             |          |
| 1997                                                           | Jacques Villeneuve | Williams-Renault | Nürburgring | Detalhes |
| 1998                                                           | Mika Häkkinen      | McLaren-Mercedes | Nürburgring | Detalhes |
| Nürburgring sediou o Grande Prêmio da Europa entre 1999 e 2007 |                    |                  |             |          |
| Fontes:                                                        |                    |                  |             |          |